# Zungaro
Zungaro is een geslacht van straalvinnige vissen uit de familie van de antennemeervallen (Pimelodidae).

## Soorten
- Zungaro jahu (Ihering, 1898)
- Zungaro zungaro (Humboldt, 1821)